# دهستان تازیان
دهستان تازیان، یکی از دهستان‌های بخش مرکزی شهرستان بندرعباس در استان هرمزگان ایران است. مرکز این دهستان، شهر تازیان پایین است.

## جمعیت
بر پایه سرشماری عمومی نفوس و مسکن در سال ۱۳۹۵، جمعیت دهستان تازیان برابر با ۲۱٬۰۱۰ نفر بوده‌است.